# Cinnamomum lanaoense
Cinnamomum lanaoense är en lagerväxtart som beskrevs av André Joseph Guillaume Henri Kostermans. Cinnamomum lanaoense ingår i släktet Cinnamomum och familjen lagerväxter. Inga underarter finns listade i Catalogue of Life.